# Stéphanie Anseeuw
Pour les articles homonymes, voir Anseeuw.
 (août 2024).
Si vous disposez d'ouvrages ou d'articles de référence ou si vous connaissez des sites web de qualité traitant du thème abordé ici, merci de compléter l'article en donnant les références utiles à sa vérifiabilité et en les liant à la section « Notes et références ».
Stéphanie Anseeuw, née le 28 février 1977 à Furnes, est une femme politique belge flamande, membre du Open VLD.

## Biographie
Elle est diplômée en immobilier et ancienne employée.
En 2001, elle devient conseillère communale à Coxyde et occupe de 2001 à 2006 la fonction de présidente du CPAS dans la même commune. De 2004 à 2007, elle est sénatrice en remplaçant de Jean-Marie Dedecker. À partir de 2007, elle est échevine à Coxyde.